# Klaus Schreiber (Schauspieler)
Klaus Christian Schreiber (* 14. Juli 1959 in Cuxhaven) ist ein deutscher Schauspieler.

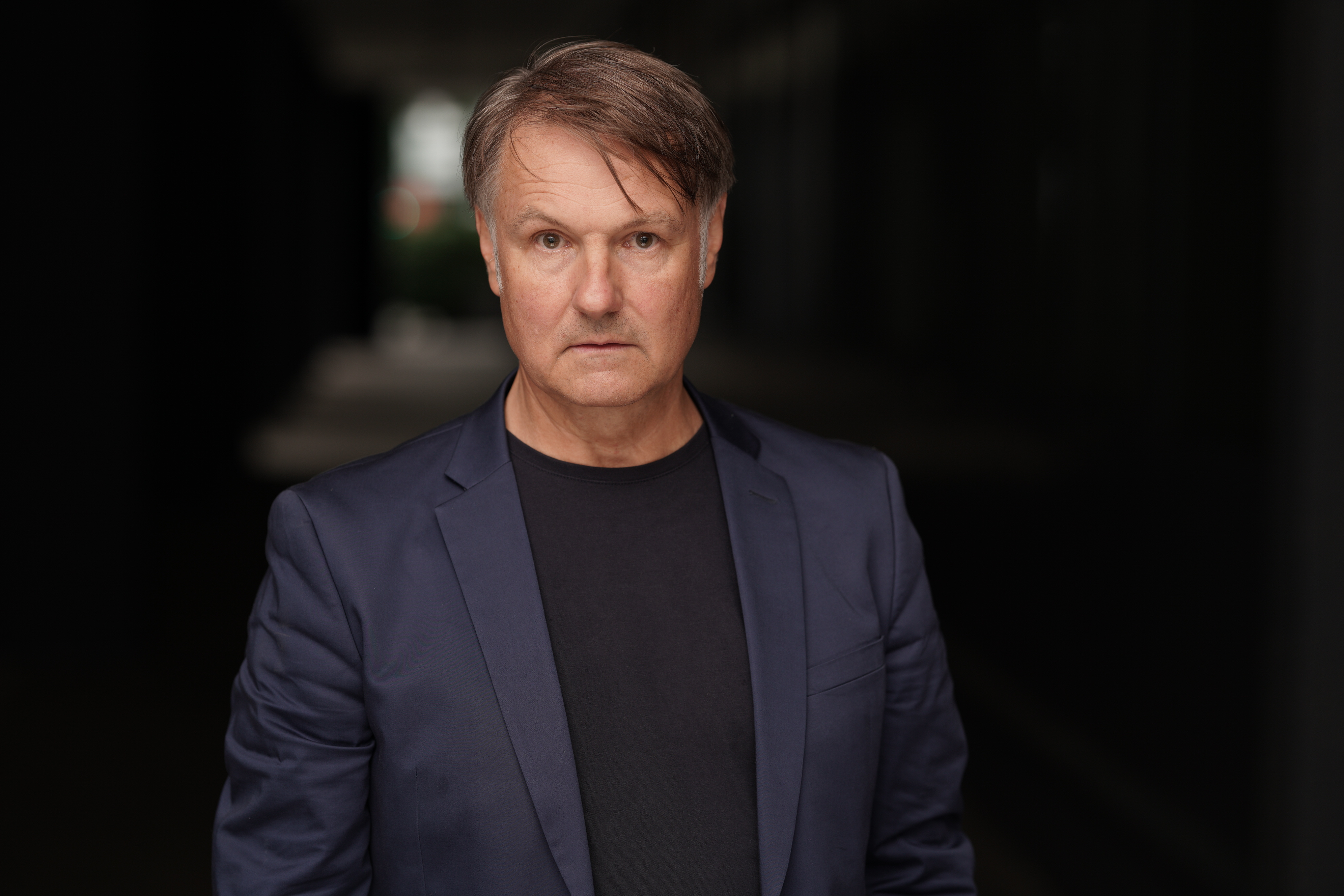
Klaus Christian Schreiber, 2020.

## Leben
Klaus Christian Schreiber besuchte von 1982 bis 1985 die Westfälische Schauspielschule Bochum und wirkte seitdem als Bühnenschauspieler in Hamburg, Stuttgart, Hannover, Düsseldorf und Berlin, wo er unter anderem mit den Regisseuren Robert Wilson, Jürgen Flimm, Daniel Karasek, Katharina Thalbach, Martin Kušej, Dietrich Hilsdorf, Christian Pade, Jérôme Savary, Anna Badora und Franz Xaver Kroetz zusammenarbeitete. Er spielte tragende Rollen wie Mackie Messer in Bertolt Brechts Dreigroschenoper, Mercutio in William Shakespeares Romeo und Julia, Prof. Henry Higgins in Frederick Loewes My Fair Lady, Leicester in Schillers Maria Stuart, Gessler in Schillers Wilhelm Tell, Pequillo in Jacques Offenbachs La Périchole und Prinz Karl-Heinrich in der Operette Alt-Heidelberg und wirkte bei der Uraufführung von The Black Rider von Robert Wilson und Tom Waits mit. Am Renaissance-Theater Berlin spielte er unter anderem Theobald Maske in Die Hose von Sternheim und den George in Wer hat Angst vor Virginia Woolf?.
Außerdem war er als Film- und Fernsehschauspieler tätig und als Regisseur in der Verfilmung seines eigenen Drehbuchs Myriam und des Ein-Euro-Clips, der im Rahmen der Wahl der Stadt Essen zur Europäischen Kulturhauptstadt für das Jahr 2010 vorgeführt wurde. Er spielte in Fernsehserien wie Tatort, SOKO Leipzig, Edel und Starck, Alarm für Cobra 11, Die Sitte und anderen mit und spielte Serienhauptrollen in der Sat1-Serie Alphateam und der bisher unausgestrahlten Serie Helden. Er spielte auch in anderen Fernsehproduktionen, in denen ihm meistens die Rolle des Bösewichts zugeschrieben wurde. Im Kino war er hauptsächlich in Gastrollen zu sehen, z. B. in Sönke Wortmanns Das Wunder von Bern und in Für den unbekannten Hund von Dominik und Benjamin Reding. Klaus Schreiber wirkte 2008 (Folge 340 bis 398) als Fred Köster in einer Nebenrolle in der Serie Rote Rosen mit. 2014 übernahm er die Rolle Dirk Drechsler im Hauptcast der Serie. Seitdem war er in vielen weiteren Fernsehproduktionen zu sehen.

## Auszeichnungen
Im Jahr 2011 erhielt Klaus Christian Schreiber für sein Theaterstück Raum ohne Fenster den Augsburger Dramatikerpreis und wurde für sein Theaterstück social flat mit dem Stuttgarter Autorenpreis ausgezeichnet.

## Filmografie
- 1990: The Black Rider
- 1999: Die Jagd nach dem Tod
- 2000: Tatort – Die Frau im Zug
- 2001: Tatort – Fette Krieger
- 2001: Doppelter Einsatz – Kopfjäger
- 2002: Liebling, bring die Hühner ins Bett
- 2002: Broti & Pacek - irgendwas ist immer – Spätzünder
- 2002–2006: Alphateam – Die Lebensretter im OP (77 Folgen)
- 2003: Edel & Starck – Mord ist sein Hobby
- 2003: Die Sitte – Hase & Igel
- 2003: Das Wunder von Bern
- 2003: In aller Freundschaft – Abhängigkeiten
- 2003: Der Preis der Wahrheit
- 2006: Die Familienanwältin – Die Überlebende
- 2006: Verschleppt – Kein Weg zurück
- 2006: SOKO Leipzig – Flucht aus Santo Domingo
- 2007: Allein unter Töchtern
- 2007: Das Inferno – Flammen über Berlin
- 2007: SOKO Wismar – Denkmalpflege
- 2007: Die Schatzinsel
- 2007: Für den unbekannten Hund
- 2007–2010: Unser Charly (2 Folgen)
- 2008: R.I.S. - Die Sprache der Toten – Die Augen des Todes
- 2009: Die Stein – Schein und Sein
- 2013: Heiter bis tödlich – Hauptstadtrevier
- 2014–2015: Rote Rosen (155 Folgen)
- 2015: Deutschland 83 – Brave Guy
- 2017: In aller Freundschaft – Die jungen Ärzte – Vertrau mir!
- 2018: SOKO Wismar – Kalt serviert
- 2019: In aller Freundschaft – Wer bin ich?
- 2021: SOKO Stuttgart: Mietfrei in den Tod

## Hörspiele
- 1999: Ken Follett: Die Säulen der Erde – Regie: Leonhard Koppelmann (Hörspiel (9 Teile) – WDR)